# Petronius Arbiter
Petronius Arbiter Gaius ?, mások szerint Titus; (27, – Cumae, 66) ókori római író. Születési helye ismeretlen, Nero korában élt.

## Élete
Nero idejében hivatalos pályán is működött, de sok időt töltött az udvarnál. Tacitus azt írta róla, hogy semmittevése és finomkodó fényűzése tette híressé, de mint bithyniai consul, majd proconsul feladatai magaslatán állt. Később visszaesett „Nero kevés számú bizalmasának társaságába került, bírája gyanánt az ízlésnek (elegantiae arbiter), amennyiben amaz csak azt tekintette kellemesnek és kénye szerint valónak, mit Petronius neki helyeslőleg tanácsolt.” – idézi az Ókori lexikon cikke. Nagy befolyása miatt később azzal vádolták, hogy részese a Piso-féle összeesküvésnek. Petronius ekkor összeállította Nero gazságainak jegyzékét és azt megküldte neki (66-ban), azután felvágta ereit és baráti körben halt meg Cumaeban. Halála Tacitus művének egyik legnagyszerűbb fejezete.
Személyét Henryk Sienkiewicz lengyel író Quo vadis című regénye egyik főhősévé tette.

## Satyricon
Személye leginkább a 16 (vagy 20) könyvre duzzadt nagy szatírájáról, vagy inkább szatíra-formába öltözött regényéről nevezetes. A Satyricon (vagy Satirae) a korábban lábrakapott római utazási regények modorában és a Varro által meghonosított Saturae Menippeae (Menipposi szatírák) szemmeltartásával írt mű, melyben egy bizonyos Encolpius mondja el élményeit.
A nagy mű csak töredékesen maradt fenn: a töredékek között van a híres Trimalchio lakomája, a késő római életmód legkitűnőbb ábrázolása (szereplői a parvenü Trimalchio, a ravasz görög Enkolpios és a gyermekien hiú Eumolpos), valamint az Ephesusi özvegy története, mely később írók sokaságát ösztönözte feldolgozásra. Írásainak alaphangja a veszendőség-érzés: Trimalchio lakoma közben felolvassa végrendeletét és főpróbát tart temetéséből – az Ephesusi özvegy pedig haláltánc-történet temetőben, akasztófák alatt kivirágzó szerelemről.

## Magyar fordítások
- Trimalchio lakomája; ford. Székely István; Gross, Győr, 1900 (Egyetemes könyvtár)
- Trimalchio lakomája; ford. Révay József; Amicus, Bp., 1920 (Régiségek-ritkaságok)
- Petronius versei; ford., utószó, jegyz. Horváth István Károly; Magyar Helikon, Bp., 1959
- Satyricon; ford., összekötő szöveg Horváth István Károly, utószó, jegyz. Szepessy Tibor; Magyar Helikon, Bp., 1963
- Trimalchio lakomája; ford. Horváth István Károly, vál., bev., jegyz. Szőcs István; Kriterion, Bukarest, 1970 (Téka)
- Satyricon (részletek); ford. Faludy György; Glória, Bp., 2002 (Faludy tárlata)
- Satyricon; hexameterekben magyarította Csehy Zoltán; Kalligram, Pozsony, 2014